# ميشال منسى
ميشال منسى (23 نوفمبر 1952 م) وزير الدفاع الوطني في حكومة نواف سلام منذ 8 فبراير 2025م. ضابط طيار متقاعد، شغل منصب مفتش عام في وزارة الدفاع.

## ولادته وتحصيله
ولد ميشال منسى في بيروت بتاريخ 23 تشرين الثاني ( نوفمبر) 1952م اكمل تعليمه للثانوية في بيروت حصل على تدريب متقدم داخل لبنان وخارجه، حيث درس في فرنسا وإيطاليا، مما ساهم في تطوير مهاراته القيادية والإدارية في الجيش

## عمله ووظائفه
بدأ منسى بالمجال العسكري ، تطوع في الجيش في عام 1972 ، وتخرج من المدرسة الحربية في 1975 برتبة ملازم طيار. تدرج في عدة مناصب داخل القوات الجوية، بدءًا من قائد سرب وصولاً إلى قائد قاعدة بيروت الجوية. شغل منصب رئيس غرفة الأوضاع في المديرية العامة لرئاسة الجمهورية، ضمن المديرية العامة لرئاسة الجمهورية.
وكذلك منصب مدير التعليم في أركان الجيش للعمليات. صدر المرسوم رقم 13288 تاريخ 6/9/2004، القاضي بترقية العميد ميشال منسى من رتبة عميد إلى رتبة لواء. وفي 8 فبراير 2025 تولى منصب وزير الدفاع الوطني في حكومة نواف سلام.